# كأس رابطة الأندية الإنجليزية المحترفة 1968–69
كأس رابطة الأندية الإنجليزية المحترفة 1968–69 (بالإنجليزية: 1968–69 Football League Cup)‏ هو الموسم 9 من كأس رابطة الأندية الإنجليزية المحترفة. أشرف على تنظيمه الاتحاد الإنجليزي لكرة القدم، وكان عدد الأندية المشاركة فيه 91، وفاز فيه سويندون تاون.